# Kościół św. Floriana w Żywcu
Kościół św. Floriana w Żywcu – kościół w Żywcu, przy ul. Browarnej, w dzielnicy Zabłocie, siedziba parafii św. Floriana.

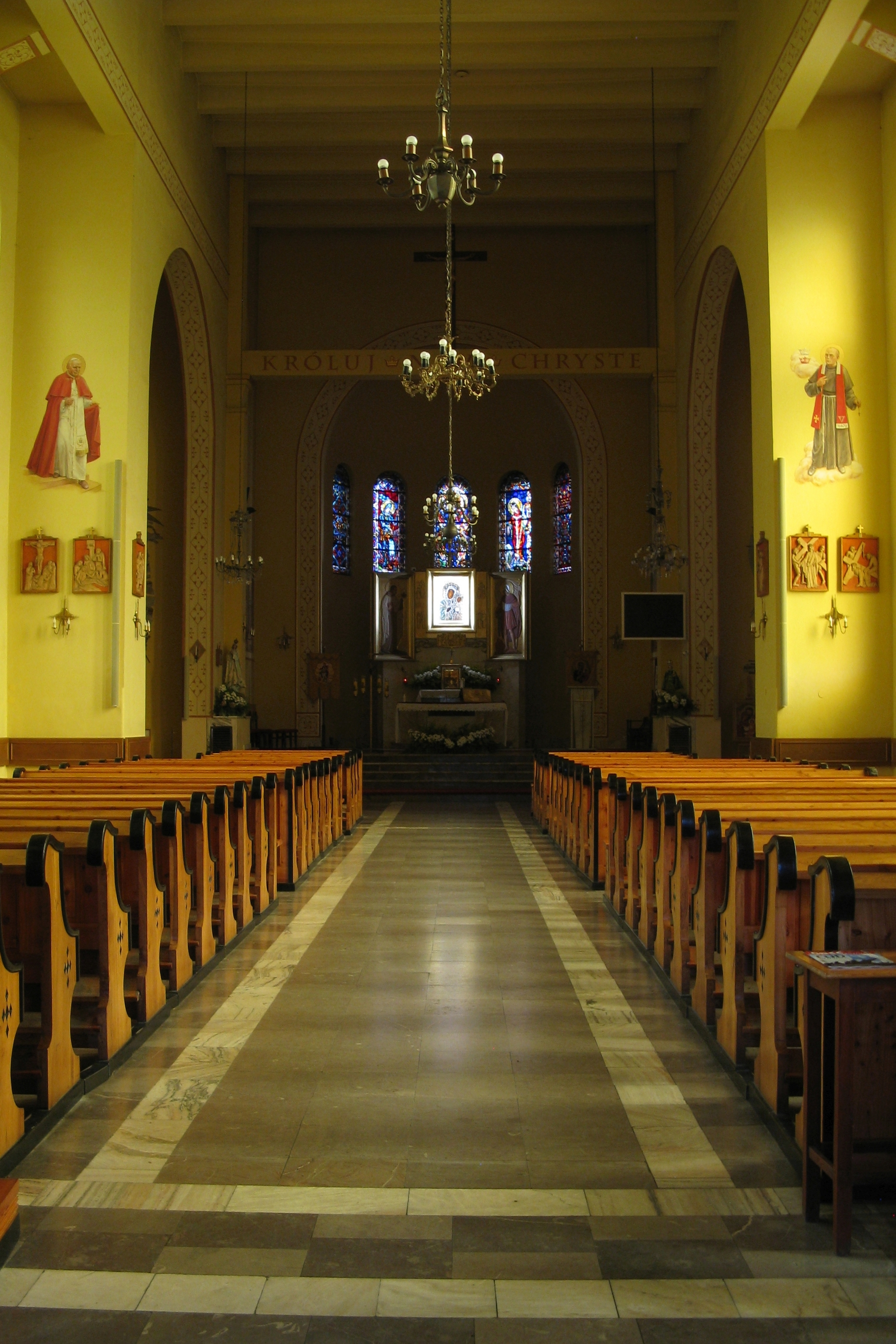
Wnętrze (2020)

Budowa kościoła w Zabłociu rozpoczęła się 27 maja 1935 roku, a 8 grudnia 1936 roku dokonano poświęcenia prezbiterium przyszłej świątyni. W 1933 roku pierwszym prezesem Komitetu Budowy Kościoła został Jan Krysta, a w roku 1937 Artur Munk. 3 września 1937 r. rektorem budującego się kościoła w Zabłociu mianowany został ks. Stanisław Słonka. Dzięki niemu i wielkiemu zaangażowaniu mieszkańców w do końca 1938 roku została zbudowana główna nawa kościoła połączona z prezbiterium i podstawą wieży.
Po zakończeniu wojny tutejszą wspólnotę parafialną odwiedził ks. kardynał Adam Stefan Sapieha, który dwa lata później, dekretem z 29 czerwca 1948 r., erygował w Zabłociu samodzielną parafię. Pierwszym proboszczem mianowany został ks. Stanisław Słonka. Budowę świątyni w jej obecnym kształcie zakończono budową, w 1954 r. wysokiej wieży. Rok później, 7 sierpnia 1955 r., ks. biskup Franciszek Jop dokonał uroczystej konsekracji kościoła pw. św. Floriana.
Świątynia została wybudowana na planie krzyża, nawiązuje do architektury romańskiej.
W ołtarzu głównym znajduje się obraz Matki Bożej Częstochowskiej w otoczeniu pięciu tajemnic radosnej części różańca świętego, z płaskorzeźbami św. Floriana i św. Rafała Kalinowskiego po bokach.
Na bocznych ścianach prezbiterium wymalowane są dwa obrazy ścienne przedstawiające Chrystusa nauczającego w łodzi, a także Chrystusa z dwoma uczniami w Emaus.
W 1961 zostały poświęcone przez bpa Juliana Groblickiego nowe organy piszczałkowe, wykonane przez firmę Wacława Biernackiego z Krakowa. Od 2013 w kościele odbywają się cykliczne koncerty muzyki organowej i kameralnej w ramach Floriańskich Wieczorów Muzycznych.